# The Secret of the Cellar
The Secret of the Cellar è un cortometraggio muto del 1915 diretto da James W. Castle.

## Produzione
Il film fu prodotto dalla Edison Company.

## Distribuzione
Distribuito dalla General Film Company, il film - un cortometraggio in una bobina - uscì nelle sale cinematografiche USA il 24 luglio 1915.